# الأنظمة الدولية لمنع التصادم في البحار

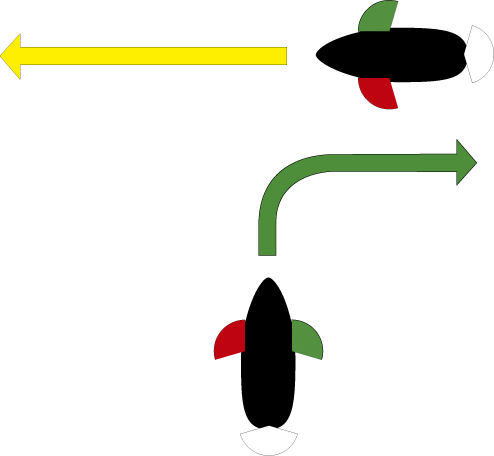

الأنظمة الدولية لمنع التصادم في البحار 1972 التي نشرتها المنظمة البحرية الدولية والواردة من بين أمور أخرى فإن «قواعد الطريق» أو قواعد الملاحة التي يجب أن تتبعها السفن وغيرها من السفن في البحر لمنع التصادم بين اثنين أو أكثر من السفن. يمكن أن يشير أيضا إلى الخط السياسي المحدد الذي يقسم الممرات المائية الداخلية التي تخضع لقواعد الملاحة الخاصة بها والممرات المائية الساحلية التي تخضع لقواعد الملاحة الدولية. تستمد من معاهدة متعددة الأطراف تسمى اتفاقية اللوائح الدولية لمنع التصادم في البحار.
على الرغم من أن قواعد ابحار السفن تختلف داخليا إلا أنه تم تحديد القواعد الدولية التي ينبغي أن يكون على نحو وثيق بما يتماشى مع القواعد الدولية. في الولايات المتحدة تنتشر قواعد ابحار السفن الداخلية جنبا إلى جنب مع القواعد الدولية.
قواعد سباقات القوارب التي تحكم سلوك اليخوت وسباق الزوارق تستند إلى الاتفاقية ولكنها تختلف في بعض الأمور الهامة مثل التجاوز.